# International Earth Rotation and Reference Systems Service
De International Earth Rotation and Reference Systems Service (IERS) (tot 2003 International Earth Rotation Service) is een internationale organisatie die zich bezighoudt met het verkrijgen en verspreiden van gestandaardiseerde gegevens over de aardrotatie, positie- en tijdsbepaling voor gps en de beweging van de atmosfeer, oceanen en de aardmantel en -kern. In de organisatie komen de vakgebieden geodesie, geofysica en sterrenkunde samen, om de positie van hemellichamen en satellieten ten opzichte van de aarde te bepalen. De organisatie levert onder meer de Earth Orientation Data en het International Celestial Reference System (ICRS) met een precisie van 10 milliboogseconde. Daarnaast is zij verantwoordelijk voor het beheer van de IERS referentiemeridiaan.

## Organisatie
IERS werd in haar huidige vorm in 1987 opgericht door de Internationale Astronomische Unie en de Internationale Unie voor Geodesie en Geofysica. Haar voorgangers waren de International Polar Motion Service en de afdeling Aardrotatie van het Bureau International de l'Heure. De dienst begon haar activiteiten op 1 januari 1988. Sindsdien heeft de IERS verschillende nieuwe kantoren opgezet, waaronder het gps-coördinatiecentrum (1990), het Coördinatiecentrum DORIS (1994) en het Coördinatiecentrum GGF (1998).
De IERS heeft afdelingen in Europa, de Verenigde Staten en Australië en is onder andere verantwoordelijk voor het aankondigen van  schrikkelsecondes.

## International Atomic Time
International Atomic Time (IAT) is de verstreken tijd sinds een referentiemoment. Als deze tijd wordt uitgedrukt in jaar, maand, dag en tijd zonder rekening te houden met schrikkelseconden loopt de IAT in 2019 ongeveer 40 seconden vóór ten opzichte van UTC.